# Свентослав Ожельський
Свентослав Ожельський гербу Дрия (пол. Świętosław Orzelski; 1549—1598) — політичний та громадянський діяч Речі Посполитої, історик часів королів Стефана Баторія та Сигізмунда III Вази, красномовець.

## Життєпис
Походив з впливової родини Ожельських. Навчався у Краківському та Віттенберзькому університетах. У цей час стає лютеранином. По поверненню до Польщі активно виступає на захист свободи віри, протестантизму. У 1595 році у м. Торунь під головуванням Ожельського пройшов Синод протестантів.
Декілька разів става депутатом сейму, де активно виступав з блискучими промовами. Був прихильником короля Стефана Баторія. У 1580 році обіймав посаду земського судді м. Каліша. Під час виборів підтримував короля Сигізмунда III Вазу. 11 грудня 1587 року виступив від імені Палати депутатів з вітальною промовою до нового короля. У 1590 році стає старостою Радзеювським.

## Історик
Відомий також як автор історичного твору у вигляді мемуарів, який охоплював період володарювання королів Сигізмунда II Августа, Генріха Анжуйського, Стефана Баторія та Сигізмунда III Вази.